# Oogstmaan

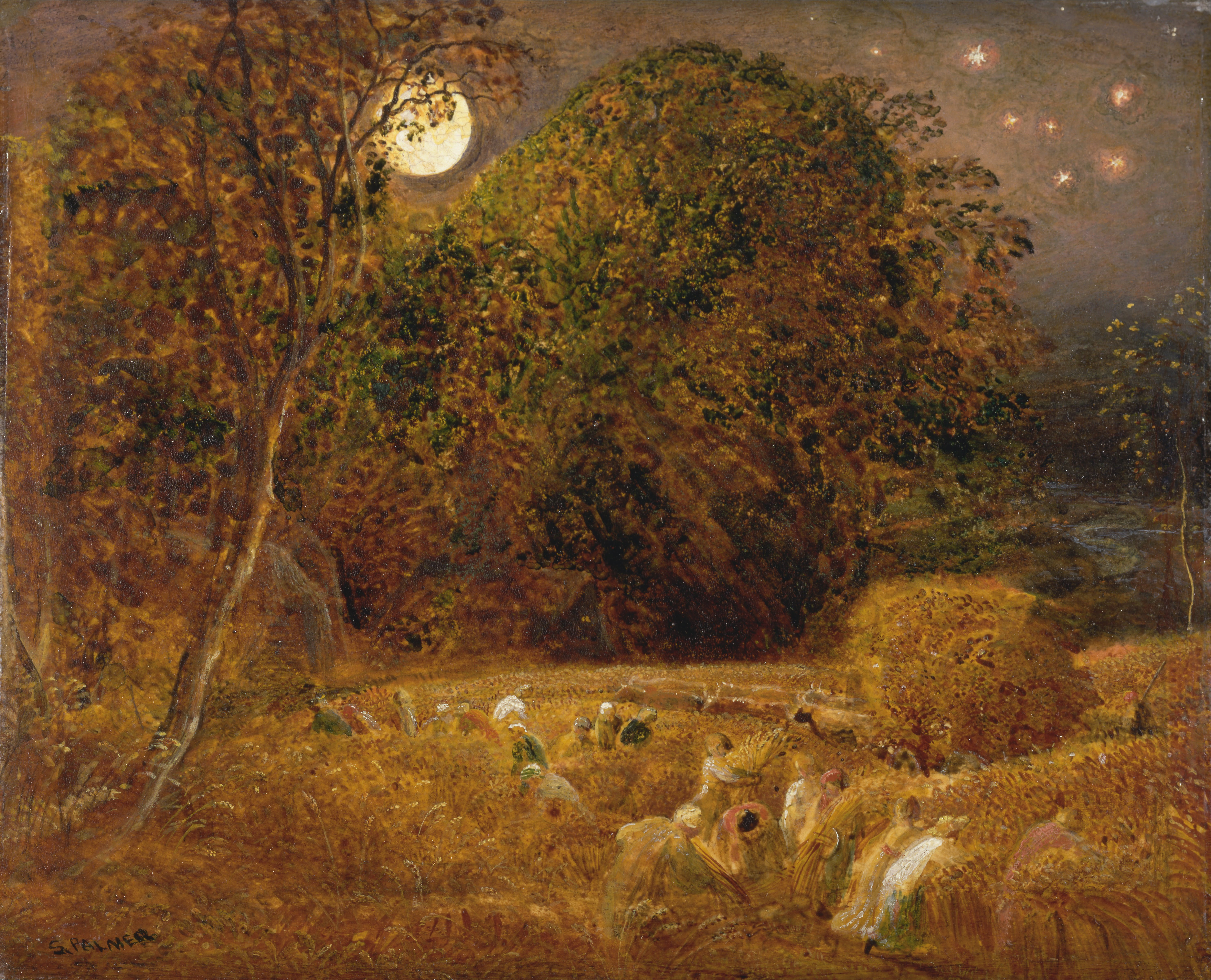
De oogstmaan, schilderij uit 1833 van Samuel Palmer

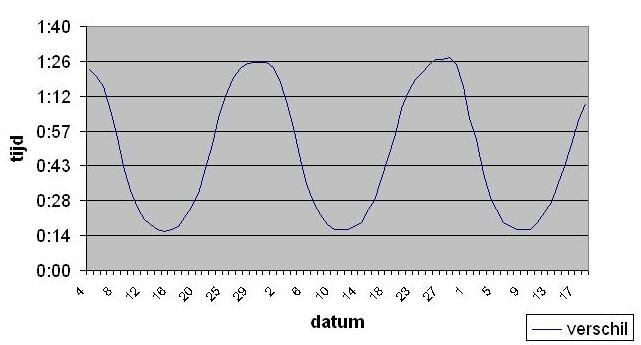
Het verloop van het tijdsverschil in maanopkomst (als voorbeeld 4 augustus - 19 oktober 2011)

Met de oogstmaan, bindmaan of boekweitmaan bedoelt men de volle maan die het dichts bij het herfstpunt verschijnt.

## Boekweitoogst
Boekweit, een voedingsgewas dat vroeger in Nederland en elders in West-Europa veel werd verbouwd, laat bij rijpheid gemakkelijk het zaad vallen. Om het verlies tot een minimum te beperken vond de oogst zo mogelijk 's nachts plaats, wanneer de op de planten liggende dauw ervoor zorgde dat het zaad niet uitvalt. Om het oogstwerk goed te kunnen doen hadden de boeren het licht van de maan nodig. Helder weer en volle maan vormden de ideale weersomstandigheden voor de nachtelijke boekweitoogst.
Aangezien de handmatige oogst vaak verscheidene nachten vergde, was het handig om een tijd te kiezen waarin de maan enige dagen achtereen ongeveer op dezelfde tijd opkomt.
Gemiddeld komt de maan elke dag vijftig minuten later op dan de voorgaande. Dit tijdsverschil is echter niet vast, maar verloopt volgens een golvende lijn van ongeveer 17 tot 86 minuten. Op het hoogte- en dieptepunt is het tijdsverschil een aantal dagen achtereen vrijwel even groot. Er is elke vier weken een periode waarin het tijdstip van maanopkomst weinig verandert. Deze werd in de nazomer, wanneer de boekweit rijp was, de 'bienmaon' (bindmaan) genoemd. De boeren maakten er dankbaar gebruik van voor het binnenhalen van de boekweitoogst.